# El hombre del traje negro
El hombre del traje negro es un relato corto escrito por Stephen King que en 1995, ganó el World Fantasy Award por el mejor relato corto de ficción. En 2002, fue publicado en la colección Todo es eventual: 14 relatos oscuros. Fue adaptado en un cortometraje del mismo título en 2004 por Nicholas Mariani.

## Trama
Gary, un anciano de noventa años al borde de la muerte, escribe una historia sobre su infancia en el campo cuando tenía nueve años en 1914. Su intención es que alguien quizás logre encontrar este escrito tras su muerte y conozca lo que vivió. Gary reconoce que a medida que pasan los días su salud falla más y más, al igual que su memoria, olvidando sobre todo personas. Pero una cosa no la olvida sino que todo lo contrario, entre más pasan los días más claramente lo puede recordar, muy a su pesar, y es el rostro del hombre del traje negro. 
Gary en su infancia vivía en Motton, un pequeño pueblo rural. Un año antes había muerto Dan, su hermano mayor, por una picadura de abeja y esto había sumido a su madre en un severo estado de negación que la había hecho incluso reñirse con la religión. Ese día, en pleno verano, como premio por llevar a cabo todas las tareas asignadas, su padre le dio permiso para ir de pesca a probar su nueva caña al río Castle con la condición de no ir más allá del lugar donde el río se bifurcaba. Tras ponerse en marcha nota que Candy Bill, su perro, por primera vez se niega a seguirlo y ladra llamándolo desde el patio, como si le pidiera que regresara, por lo que Gary decide ir solo.
Tras llegar al río logra pescar dos truchas de considerable tamaño que guarda en su nasa antes de dejar tirado su sedal en la bifurcación del río, a pesar de las advertencias de su padre, y dormirse esperando que algo picase. Al despertar descubre una abeja sobre su cara, lo cual lo aterra recordando la forma en que había fallecido su hermano. Sin embargo, la abeja cae muerta cuando alguien detrás de él aplaude. Al voltear descubre a un hombre elegante de traje negro de tres piezas, muy alto y pálido; Gary, de inmediato, comprende que no se trata de un ser humano, ya que sus ojos eran de color anaranjado, carentes de globos oculares, y para su horror entiende que el interior de este hombre es solo fuego rellenando una piel. La impresión es tal que en el acto el niño se orina.
El hombre habla amistosamente al muchacho y, cuando se le acerca, Gary descubre muchas más anomalías: no resbala al caminar sobre el césped a pesar de usar zapatos urbanos de suela lisa, tampoco deja huellas por donde pasa, huele a azufre, sus dedos acaban en garras y la hierba muere cuando se acerca; al instante Gary comprende que se trata del diablo. Mientras el diablo se burla de él por orinarse, el niño descubre que está paralizado y no puede correr. El hombre del traje le dice que ha venido a darle malas noticias ya que su madre ha muerto, al igual que Dan, por una picadura de abeja y se regocija haciéndolo sufrir con detalles morbosos de como murió. Tras esto le dice que se ha presentado ya que está hambriento y pretende devorarlo, explicándole que será una forma de ahorrarle sufrimiento ya que le asegura que, una vez viudo, su padre abusará sexualmente de él de manera constante.
Cuando el hombre del traje intenta sujetar a Gary este logra sacar la trucha más grande de su nasa, metérsela en la boca y correr mientras el hombre la devora, huyendo fuera del sector del río siempre con el diablo persiguiéndolo, hasta que en mitad del bosque queda sin fuerzas y puede comprobar que por fin no lo seguía. A mitad de camino se encuentra con su padre que se dirigía a pescar con él y aterrado le cuenta sobre la muerte de su madre y lo que el hombre de negro le ha contado; su padre de inmediato y por alguna razón que no se explica comprende que su hijo ha ido a la bifurcación del río, pero desmiente que su madre haya muerto. Como su padre quiere ir a enfrentar al hombre que lo dejó en ese estado, Gary da una versión más racional, explicando que se trataba de un sujeto armado. Finalmente lo convence de desistir pidiendo ver de inmediato a su madre y fingiendo aceptar la versión de su padre, quien intenta convencerlo de que era solo un sueño. Al llegar a su casa comprueba que, tal como su padre le ha dicho, su madre está bien.
Algunas horas después su padre insiste en regresar por la caña y la nasa que Gary abandonó junto al río, al llegar no encuentran nada fuera de lugar excepto la nasa vacía y el pasto muerto en el lugar donde el diablo se sentó; aunque su padre mantiene la compostura Gary nota que ha sentido el olor a azufre en el lugar y que la situación lo asusta al punto que prefiere deshacerse de la nasa a llevarla a su hogar.
A los noventa años y tras relatar su historia Gary reconoce que ha comprendido con el tiempo que solo la suerte lo salvó de morir y que de alguna manera teme cada vez más que el diablo aparezca y lo devore. En sus propias palabras "Vi al Diablo una vez, hace mucho, pero ¿y si regresara ahora? Soy demasiado anciano para correr; ni siquiera puedo ir al baño sin mi andador. No tengo ninguna rolliza trucha de arroyo con que aplacarlo, aunque solo sea por unos instantes. Soy viejo y mi nasa está vacía. ¿Y si vuelve y me encuentra en este estado? ¿Y si todavía tiene hambre?"

## Adaptación fílmica
El relato fue adaptado a un cortometraje en 2004, con el actor, escritor y comediante John Viener en el papel titular.